# Holodomor

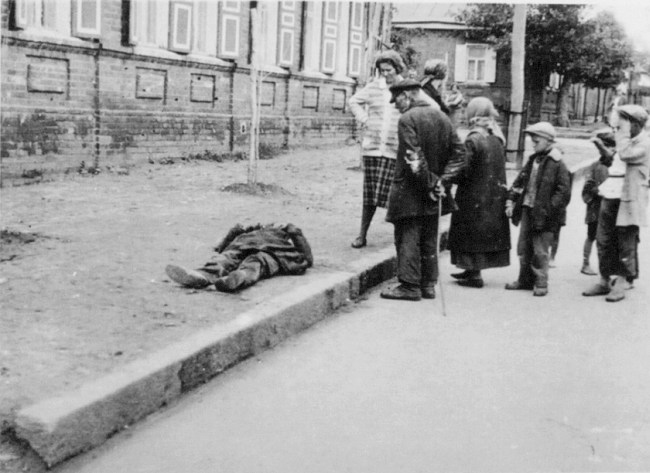
Även städerna drabbades av hungersnöden. Här ett lik på gatan i Charkiv (1933), som väcker sympati från andra stadsbor. Detta foto togs i hemlighet av ingenjören Alexander Wienerberger under hans arbete i Charkiv.

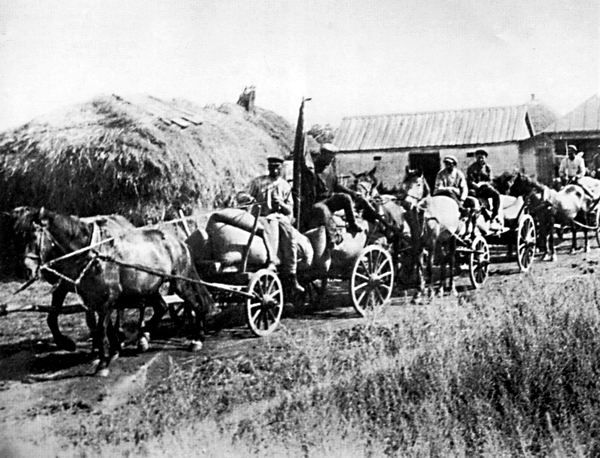
Ett av de "röda tåg" av hästdragna vagnar som regelmässigt hämtade den första skörden till de statliga spannmålsdepåerna. Just det här "tåget" hämtar spannmål från kollektivjordbruket i byn Oleksijivka i Charkiv oblast (1932).

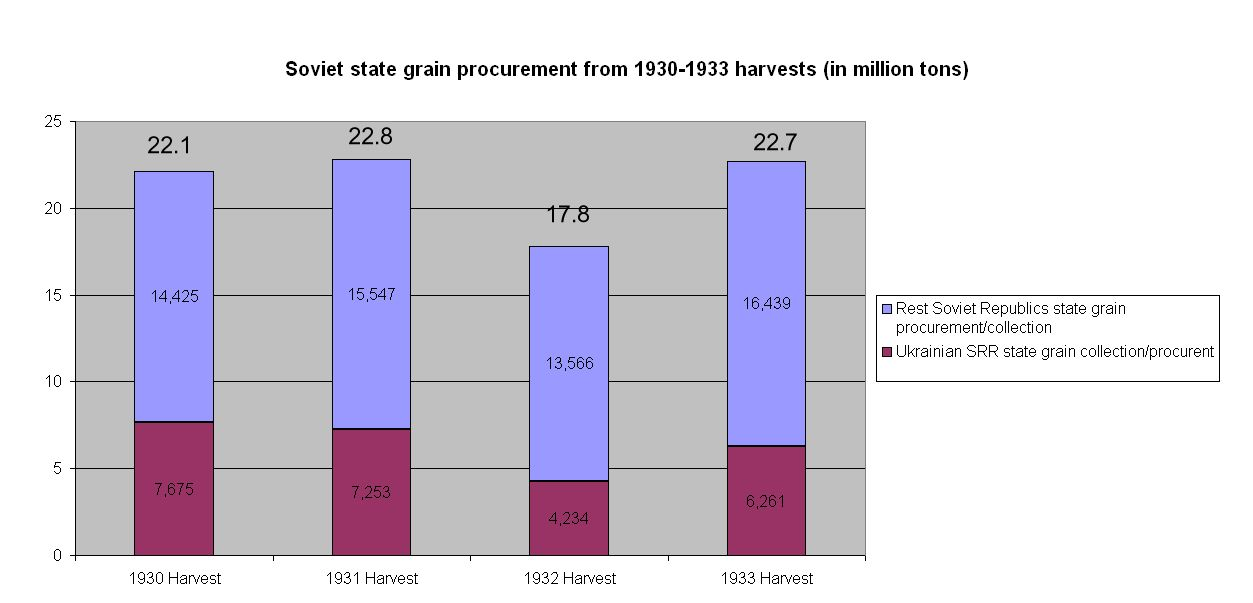
Sovjetunionens spannmålsproduktion i början av 1930-talet, med Ukrainska SSR:s siffror i vinrött.

Holodomor (ukrainska: Голодомор), eller svältkatastrofen i Ukraina 1932–1933, var en av de största katastroferna i Ukrainas moderna historia. Den innebar att miljontals människor dog till följd av hungersnöd. Uppskattningen av antalet döda varierar mellan 3 och 3,5 miljoner, och 7 miljoner döda. Enstaka källor anger en dödssiffra på 10 miljoner eller 14 miljoner etniska ukrainare.
Termen holodomor kommer av de två ukrainska orden holod (голод, 'hunger'/'svält') och mor (мор, 'farsot'/'pest'). Holodomor syftar specifikt på svältkatastrofen som ägde rum i Ukrainska SSR och de områden som var befolkade av etniska ukrainare, under den omfattande hungersnöden i Sovjetunionen.

## Orsaker
Sovjetunionen under Josef Stalin bestämde sig för att industrialisera landet genom planekonomi. Den första femårsplanen, inledd 1928, syftade bland annat till att allt privat ägande av jord skulle avskaffas. Därmed upphörde NEP (Ny ekonomisk politik) att gälla, den som tidigare tillåtit bönder att närhelst de önskade övergå till kollektivjordbruk av sin mark och eller välja att sälja en del av sitt överskott av livsmedel på marknader. Bönderna tvingades nu ingå i jordbrukskollektiv. Kollektiven var ineffektiva, och samtidigt krävde de sovjetiska myndigheterna att kollektiven skulle leverera livsmedel till städerna och industrin. Brist på spannmål i Sovjetunionen fick regeringen att konfiskera spannmål från bönderna. Torka förekom också under 1932-1933 vilket bidrog till bristande resultat från jordbruket. Detta ledde slutligen till att hungersnöd utbröt 1932–1933 i områden som tidigare tillhört de bördigaste i Ukraina.
Begreppet kulak, som tidigare varit en benämning på rika bönder, utvidgades gradvis. Under tiden som "avkulakiseringen" pågick utökades begreppet till att till slut omfatta alla bönder som motsatte sig kollektiviseringarna på ett eller annat vis. Åren 1930–1931 deporterades nära två miljoner människor från jordbruksområden i Ryssland och Ukraina till Gulag i Centralasien och Sibirien, eftersom de sades tillhöra kulakfamiljer.

## Definition och kontrovers
Det råder inte internationell konsensus om huruvida Sovjetunionen orsakade svälten såsom ett folkmord under den juridiska definitionen av ordet. Flera forskare anser att svälten var terror som iscensattes av sovjetiska myndigheter för att krossa motståndet mot kollektiviseringarna. Den tolkningen har bestridits av många erkända experter på Sovjetunionens historia som i stället använder begreppet "criminal neglect", kriminell försummelse, och även ”brott mot mänskligheten” då de inte funnit stöd för att Stalin och det sovjetiska ledarskapet medvetet riktade svälten som vapen mot just Ukrainas nationella existens.
Andra anser att svälten inte skapades medvetet av sovjetiska myndigheter, utan att den istället var en konsekvens av torka och ukrainskt sabotage i kombination med de radikala ekonomiska förändringar som genomfördes under Sovjetunionens industrialisering. De hänvisar bland annat till att även andra områden inom Sovjetunionen drabbades av hungersnöd.
Ukrainas parlament antog 2006 en lag som säger att Holodomor var ett sovjetiskt folkmord mot det ukrainska folket. Sammanlagt 233 av 450 ledamöter röstade för lagen. Bland de partier som röstade mot var Kommunistpartiet och Regionernas parti. Dåvarande premiärministern Viktor Janukovytj röstade mot lagen med motiveringen att det kunde skada relationerna med Ryssland. Europaparlamentet erkände 2008 Holodomor som ett brott mot mänskligheten, vilket de menade genomfördes avsiktligt av den sovjetiska regimen för att kunna kollektivisera jordbruket mot befolkningens vilja.

## Människors räddare från hunger

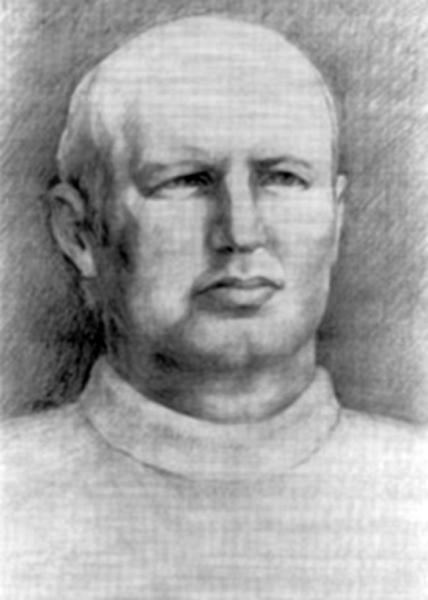
Vasyl Ivchuk, tilldelades titeln Ukrainas hjälte postumt

Eftersom att hjälpa svältande var olagligt i Sovjetunionen och kvalificerade sig som "sympati för folkets fiender" (Artikel 58), hölls välgörenhetsevenemang i hemlighet, utan mycket publicitet. Trots detta är minst 144 olika namn på hjältar kända i Ukraina  .

## Politisk strid om förloppet
Författaren och nobelpristagaren Aleksandr Solzjenitsyn menade att svältkatastrofen i Ukraina 1932–1933 inte är mer annorlunda än exempelvis hungersnöden i Sovjetryssland 1921, då runt sex miljoner sovjetmedborgare avled. Enligt honom var debatten om huruvida denna svältkatastrof i efterhand ska stämplas som "folkmord" eller ej en tendens till ukrainsk historierevisionism som till och med överskuggar prosovjetisk agitprop och som troligtvis kommer att accepteras okritiskt i västvärlden på grund av allmän okunskap om rysk och ukrainsk historia.
Några historiker hävdar att de historiskt allmänt accepterade uppgifterna om Holodomor kraftigt bör ifrågasättas. Det ifrågasättes i regel inte att det förekom svält i Ukraina 1932–1933, utan ifrågasättandet gäller huruvida svälten var medvetet skapad av Sovjetunionens regering eller ej samt vilken omfattning den hade. En av dessa skribenter är kanadensaren Douglas Tottle. Denne ifrågasätter i sin bok Fraud, Famine and Fascism – The Ukrainian Genocide Myth from Hitler to Harvard (1987) den etablerade synen på Holodomor. Tottle belyser hur kulaker utförde sabotage och hur torka låg bakom svälten, han på att dessa faktorer systematiskt blivit negligerade till förmån för ett synsätt där sovjetiska misstag under förloppet förstorats upp och Ukrainas roll bemötts med tystnad. Ett annat exempel är Peter Cohens bok "Hur man tillverkar en myt" samt Mario Sousa. Ludo Martens har skrivit om Holodomor i sin bok Another view of Stalin.
Antalet dödsoffer som anges skiljer sig åt i media och i politiska debatter. Från rysk sida har man förnekat att det skulle röra sig om ett folkmord men accepterat att det är en oerhörd tragedi. Man menar att det inte bara är en ukrainsk tragedi.
Ukrainas regering menar att de områden inom Sovjetunionen som drabbades värst av svältkatastrofen – förutom Ukraina – var områden där ukrainare var i majoritet. Exempelvis kan nämnas Norra Kaukasien där det enligt 1926 års beräkningar bodde 3 106 000 ukrainare, inklusive Kuban där 62 procent av medborgarna var ukrainare. Vissa områden som drabbades av hungersnöd i Sovjetunionen hade uppemot 80–90 procent ukrainare.

## Länder som erkänner Holodomor som folkmord

Länder i blått erkänner Holodomor som folkmord (maj 2020)

30 av världens 195 länder erkänner Holodomor som folkmord.

- Andorra
- Argentina
- Australien
- Azerbajdzjan
- Belgien
- Brasilien
- Chile
- Colombia
- Ecuador
- Estland
- Finland[41]
- Georgien
- Italien
- Kanada
- Kroatien[42]
- Lettland
- Litauen
- Mexiko
- Moldavien
- Nederländerna
- Paraguay
- Peru
- Polen
- Slovakien
- Spanien
- Storbritannien
- Tjeckien
- Ukraina
- Ungern
- USA[43]
- Vatikanstaten